# 압수
압수(押收)란 물건을 강제로 빼앗는 것을 말하며 압류, 영치라고도 한다. 일반적으로 법률이나 사회상규상 압수할 권한을 가진 자가 압수를 하게 된다.

## 형사소송법
형사법에서 압수란 물건의 점유를 취득하는 강제 처분을 말한다.

### 증거능력
압수물은 피고인에 대한 범죄의 증명이 없게 된 경우에는 압수물의 존재만으로 그 유죄의 증거가 될 수 없다.

### 압수의 중단
세관이 시계행상이 소지한 외국산 시계를 관세장물 혐의로 압수하였으나 검사가 관세포탈품인지 확인할 수 없어 그 사건에 대해 기소중지한 경우에는 압수를 계속할 필요가 없다.

### 압수물의 환부
검사는 사본을 확보한 경우 등 압수를 계속할 필요가 없다고 인정되는 압수물 및 증거에 사용할 압수물에 대하여 공소제기 전이라도 소유자, 소지자, 보관자 또는 제출인의 청구가 있는 때에는 환부 또는 가환부하여야 한다.
사법상 피해자가 압수장물의 인도청구권에 관하여 사실상, 법률상 다소라도 의문이 있는 경우에는 압수장물을 피해자에게 환부할 이유가 명백한 때에 해당하지 않는다. 검사가 사건을 불기소 처분하는 경우에 당해 사건에 관하여 압수한 압수물은 피해자에게 환부할 이유가 명백한 경우를 제외하고는 피압수자나 제출인 이외의 누구에게도 환부할 수 없다.

### 압수물의 처리

#### 자청보관의 원칙
압수물은 압수한 법원 또는 수사기관이 청사로 운반하여 직접 보관하는 것이 원칙이며 그 상실 파손 등의 방지를 위하여 상당한 조치를 하여야 하고 선량한 관리자의 주의의무로 보관하여야 한다.

#### 압수물의 위탁보관
운반 또는 보관에 불편한 압수물에 관하여는 간수자를 두거나 소유자 또는 적당한 자의 승낙을 얻어 보관하게 할 수 있다

#### 폐기처분
위험발생의 염려가 있는 압수물은 폐기할 수 있고, 법령상 생산, 제조, 소지, 소유 또는 유통이 금지된 압수물로서 부패의 염려가 있거나 보관하기 어려운 압수물은 소유자 등 권한 있는 자의 동의를 받아 폐기할 수 있다.

#### 대가보관(환가처분)
몰수하여야 할 압수물로서 멸실, 파손, 부패 또는 현저한 가치 감소의 염려가 있거나 보관하기 어려운 압수물은 이를 매각하여 대가를 보관할 수 있다. 몰수와의 관계에서는 그 대가보관금을 몰수 대상인 압수물과 동일시 한다.